# Zèrtz

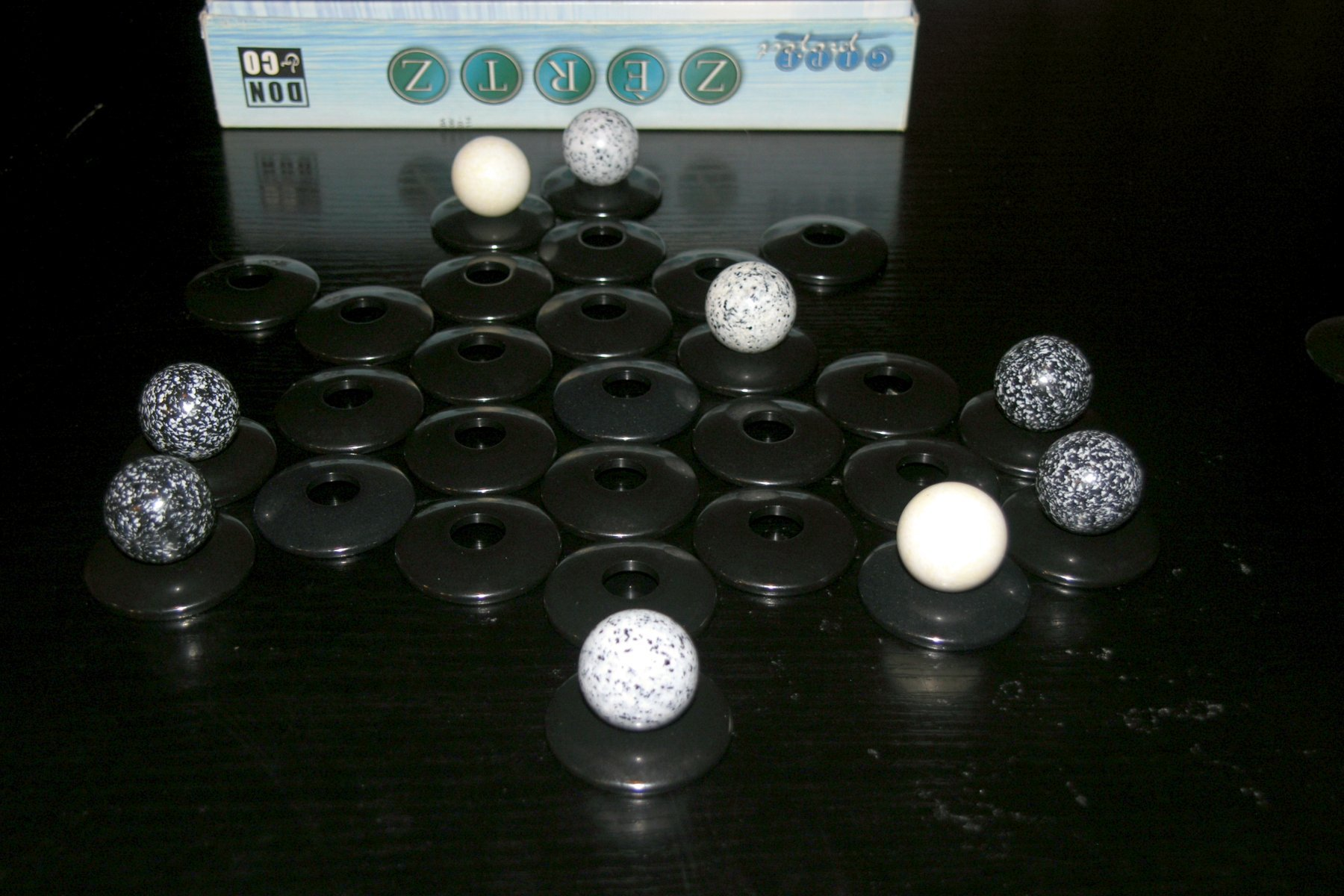
Exempel på en "spelplan"

Zèrtz är ett brädspel som är skapat av den belgiske speldesignern Kris Burm. Spelet är den tredje delen i spelserien Gipf Project. 

## Spelets gång
Speluppsättningen i Zèrtz består av 37 brickor, 5 vita kulor, 7 gråa kulor och 9 svarta kulor. Vid spelets början placeras brickorna ut i en hexagon vilket kommer att ge rader med 4, 5, 6, 7, 6, 5 och 4 brickor. Detta utgör spelplanen. Kulorna placeras vid sidan om spelplanen.
I normalfallet går ett drag till på så sätt att en spelare placerar en kula av valfri färg på en bricka någonstans på spelplanen och plockar bort en bricka från spelplanens ytterkant. En bricka hör till ytterkanten om man kan dra bort den utan att påverka någon annan bricka. Spelplanen blir på så sätt mindre och mindre för varje drag.
Om en kula placeras intill en annan kula måste motståndaren ta den första kulan och hoppa rakt över den nya likt i kinaschack och dam, detta förutsatt att han har en tom bricka på andra sidan att landa på. Därigenom erövrar spelaren kulan som han hoppade över. Om spelaren sedan kan hoppa vidare måste han göra det. Har han flera möjliga vägar att hoppa får han välja väg. 
När spelaren inte kan hoppa längre är det den första spelarens tur igen. Om denne i den nya positionen kan hoppa över en eller flera kulor måste han göra det.
När ingen spelare kan hoppa över någon mer kula återgår spelet till standardläge, dvs dragen går ut på att placera en kula och plocka bort en ytterbricka.
Ingen ytterbricka plockas bort när man hoppar över en annan kula.

## Specialfall
Om situationen skulle uppkomma att en eller flera kulor hamnar på en "ö" utan någon tom bricka intill, efter att en bricka plockats bort, tillfaller dessa kulor spelaren som skapade ön.

## Spelets slut
Allteftersom spelet fortlöper kommer spelarna att samla på sig fler och fler kulor. Spelet är slut när en spelare tagit antingen:
- Tre vita kulor
- Fyra gråa kulor
- Fem svarta kulor
- Två kulor av vardera färg

Denne har då vunnit partiet.

## Strategi
För att lyckas i Zèrtz är huvudregeln att offra något för att kunna få något bättre i utbyte. Typexemplet är att man offrar en svart kula för en mer värdefull vit men om man istället äger till exempel fyra svarta, en grå och en vit kula är det istället en bättre idé att sikta på en svart kula.

## Andra versioner
Utökade versioner av Zèrtz förekommer också. Reglerna är exakt likadana förutom att det finns fler brickor och kulor och man måste erövra fler kulor för att vinna.